# Onobrychis aucheri
Onobrychis aucheri är en ärtväxtart som beskrevs av Pierre Edmond Boissier. Onobrychis aucheri ingår i släktet esparsetter, och familjen ärtväxter.

## Underarter
Arten delas in i följande underarter:
- O. a. aucheri
- O. a. psammophila
- O. a. teheranica